# DNAJB11
DNAJB11‏ (DnaJ heat shock protein family (Hsp40) member B11) هوَ بروتين يُشَفر بواسطة جين DNAJB11 في الإنسان.